# سوزان كلانسي
سوزان كلانسي (بالإنجليزية: Susan Clancy)‏ هي يوفولوجية ‏ وعالمة نفس أمريكية، ولدت في 1950.